# Parcul Național Kosciuszko
Coordonate: 36° 4' 19" S, 148° 20' 54" O
Parcul Național Kosciuszko (în engleză Kosciuszko National Park), situat în Australia, la 350 km sud-vest de Sydney în statul New South Wales, are suprafața de 6.658 km². 
Parcul se află în masivul muntos Snowy Mountains, în care se află Muntele Kosciuszko (2228 m), cel mai înalt munte de pe continentul australian. Datorită altitudinii înalte a parcului, aici predomină o climă alpină cu o vegetație corespunzătoare, o climă de excepție pentru Australia unde predomină clima caldă. 
Parcul național a fost declarat la data de 1 octombrie 1967.